# Hôtel de Rambouillet

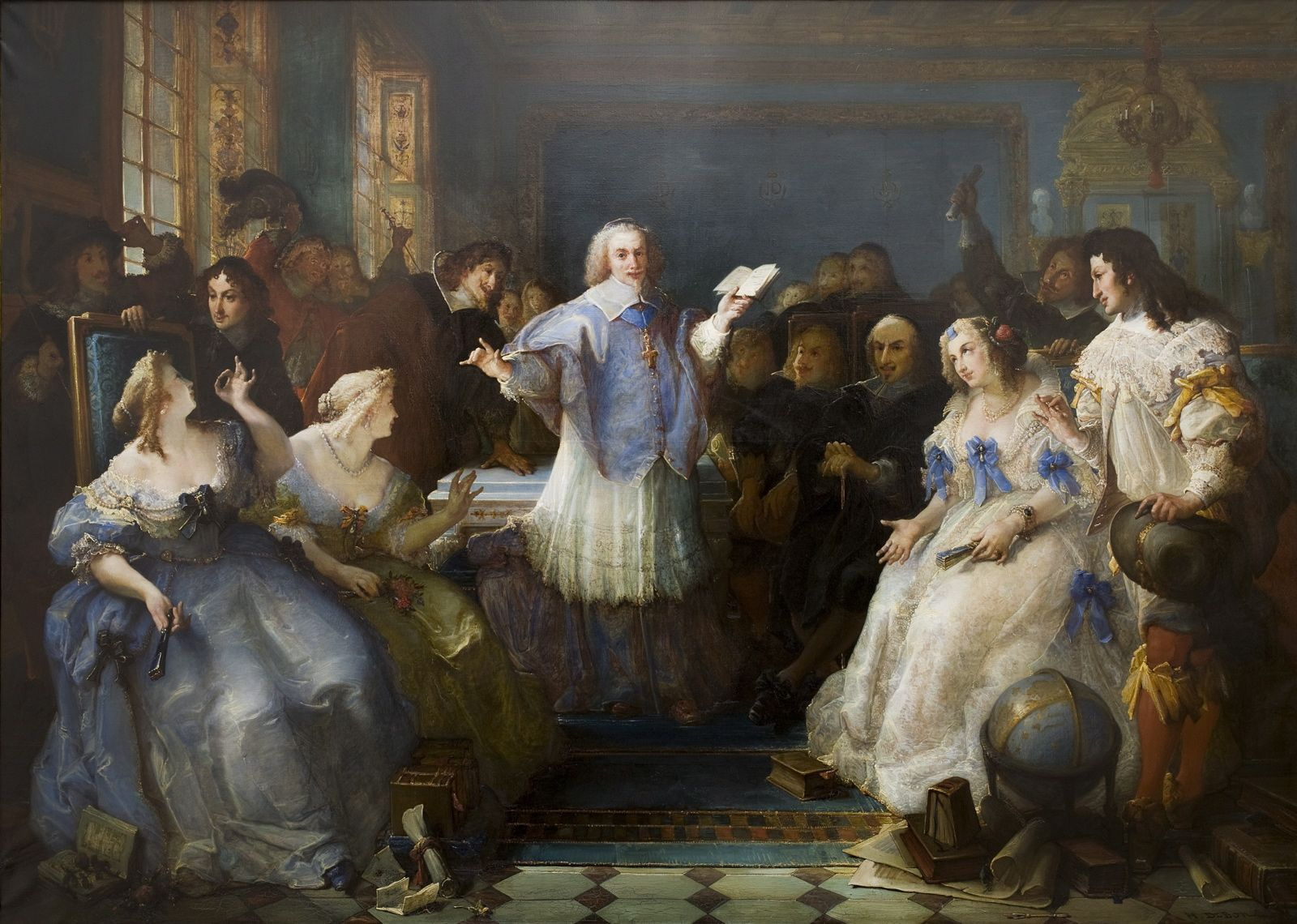
Hotel de Rambouillet, Francois Hippolyte Debon

Hôtel de Rambouillet, edificio desaparecido en el siglo XVIII que se levantaba en el centro de París (Francia), entre el Palacio del Louvre y el Palacio de las Tullerías

## Historia
El nombre del hôtel de Rambouillet proviene de Catherine de Vivonne, marquesa de Rambouillet, hija de una Italiana llamada Savelli y de un diplomático francés, Jean de Vivonne, marqués de Pisani, que mantuvo un salón literario de 1607 hasta su muerte en 1665. Conocido en otros tiempos con el nombre de Hôtel de Pisani, estaba situado cerca del Palacio del Louvre, en el lugar ocupado hoy en día por el Pavillon Turgot del museo Museo del Louvre.
El salón de Catherine de Vivonne, "la incomparable Arthénice" (anagrama de "Catherine", uso muy en boga en la moda literaria de la época), una de las personalidades femeninas más señaladas de su época, fue uno de los más brillantes de su época. No dudó en reconstruir el palacete (hôtel) de su padre basándose en planos que ella misma diseñó, con el objetivo de que tuviese habitaciones más preparadas para las recepciones, destacando una sucesión de salones comunicados al estilo italiano.
Desde la "callejuela" (ruelle) de su "sala azul", "Arthénice" recibía recostada en un lecho (tal y como era costumbre recibir en el siglo XVII) a las mentes más ilustres de su época, como el Chevalier Marin (Cavaliere Marino), inteligente histrión, y también a gentes de letras y a los grandes personajes de su época: Richelieu, Malherbe, Vaugelas, Guez de Balzac, Racan, Vincent Voiture serán habituales.
"Allí se habla con sapiencia, pero también razonablemente y no hay lugar en el mundo en el que haya más sentido común y menos galantería" escribió Jean Chapelain refiriéndose al hôtel de Rambouillet. En este mundillo joven y alegre representado por el hôtel de Rambouillet, se suceden bailes y placeres, se generan y deshacen intrigas amorosas. No se trataba, pues, de una sociedad de pedantes y las diversiones adoptaban con frecuencia un tinte intelectual. El Preciosismo que tiene su origen en este salón es más una forma de modernidad y de feminismo que de pedantería, en el que germina una voluntad de conocimiento entre las jóvenes aristócratas que acuden a este Salón y tendrá más de treinta años de continuidad. Desde este hôtel de Rambouillet surgirán las mujeres que se implicarán de modo activo en la revuelta de la Fronda hasta el punto que fueron tildadas de Amazonas. A pesar de que Molière ridiculizara a las preciosas en Las preciosas ridículas, (pero no a los miembros de este salón), es claro que el hôtel de Rambouillet desempeñó un enorme papel en la génesis de la novela moderna en Francia. La sucesión la tomará Madeleine de Scudéry y el propio Chapelain que dejó algunas descripciones de esa época, no dirá a propósito de esta última lo mismo que sobre Madame de Rambouillet.